# Chất bán dẫn
Chất bán dẫn (tiếng Anh: Semiconductor) là chất có độ dẫn điện ở mức trung gian giữa chất dẫn điện và chất cách điện. Chất bán dẫn hoạt động như một chất cách điện ở nhiệt độ thấp và có tính dẫn điện ở nhiệt độ phòng. Gọi là "bán dẫn" (chữ "bán" theo nghĩa Hán Việt có nghĩa là một nửa), vì chất này có thể dẫn điện ở một điều kiện nào đó, hoặc ở một điều kiện khác sẽ không dẫn điện. Tính bán dẫn có thể thay đổi khi có tạp chất, những tạp chất khác nhau có thể tạo tính bán dẫn khác nhau. Trường hợp hai chất bán dẫn khác nhau được gắn với nhau, nó tạo ra một lớp tiếp xúc. Các tính chất của các hạt mang điện như electron, các ion và lỗ trống điện tử trong lớp tiếp xúc này là cơ sở để tạo nên diode, bóng bán dẫn và các thiết bị điện tử hiện đại ngày nay..
Các thiết bị bán dẫn mang lại một loạt các tính chất hữu ích như có thể điều chỉnh chiều và đường đi của dòng điện theo một hướng khác, thay đổi điện trở nhờ ánh sáng hoặc nhiệt. Vì các thiết bị bán dẫn có thể thay đổi tính chất thông qua tạp chất hay ánh sáng hoặc nhiệt, nên chúng thường được dùng để mở rộng, đóng ngắt mạch điện hay chuyển đổi năng lượng.
Quan điểm hiện đại người ta dùng vật lý lượng tử để giải thích các tính chất bán dẫn thông qua sự chuyển động của các hạt mang điện tích trong cấu trúc tinh thể. Tạp chất làm thay đổi đáng kể tính chất này của chất bán dẫn. Nếu người ta pha tạp chất và tạo ra nhiều lỗ trống hơn trong chất bán dẫn người ta gọi là chất bán dẫn loại p, ngược lại nếu tạo ra nhiều electron chuyển động tự do hơn trong chất bán dẫn người ta gọi là chất bán dẫn loại n. Việc pha tỷ lệ chính xác các tạp chất đồng thời kết hợp các loại chất bán dẫn p-n với nhau ta có thể tạo ra các linh kiện điện tử với tỷ lệ hoạt động chính xác cực cao.
Nguyên tố silicon, germani và các hợp chất của gallium được sử dụng rộng rãi nhất làm chất bán dẫn trong các linh kiện điện tử.
Ứng dụng thực tế đầu tiên của chất bán dẫn là vào năm 1904 với máy Cat's-whisker detector (tạm dịch là "máy dò râu mèo") với một diode bán dẫn tinh khiết. Sau đó nhờ việc phát triển của thuyết vật lý lượng tử người ta đã tạo ra bóng bán dẫn năm 1947 và mạch tích hợp đầu tiên năm 1958.

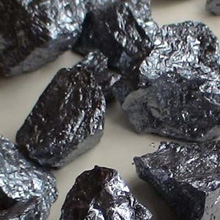
Các tinh thể silic là các vật liệu bán dẫn phổ biến nhất được sử dụng trong vi điện tử và quang điện.

Khoa học vật liệu hiện đại đã phát hiện ra chất bán dẫn hữu cơ và nó đang có được những ứng dụng bước đầu, đó là diode phát quang hữu cơ (OLED), pin mặt trời hữu cơ (Organic solar cell) và transistor trường hữu cơ (OFET).

## Thuộc tính

### Độ dẫn điện biến đổi
Chất bán dẫn ở trạng thái tự nhiên của chúng là chất dẫn điện kém vì dòng điện yêu cầu dòng điện tử và chất bán dẫn có dải hóa trị của chúng được lấp đầy, ngăn chặn dòng vào của electron mới. Có một số kỹ thuật được phát triển cho phép các vật liệu bán dẫn hoạt động giống như vật liệu dẫn điện. Những sửa đổi này có hai kết quả: loại n và loại p. Chúng lần lượt đề cập đến sự thừa hoặc thiếu điện tử. Một số lượng điện tử không cân bằng sẽ khiến một dòng điện chạy qua vật liệu.

### Dị thể
Các dị thể xảy ra khi hai vật liệu bán dẫn pha tạp khác nhau được nối với nhau. Ví dụ, một cấu hình có thể bao gồm p-pha tạp và n-pha tạp germanium. Điều này dẫn đến sự trao đổi điện tử và lỗ trống giữa các vật liệu bán dẫn pha tạp khác nhau. Germanium pha tạp n sẽ có thừa electron và Germanium pha tạp p sẽ có quá nhiều lỗ trống. Sự chuyển đổi xảy ra cho đến khi đạt được trạng thái cân bằng bởi một quá trình gọi là tái hợp, khiến các electron di chuyển từ loại n tiếp xúc với các lỗ di chuyển từ loại p. Một sản phẩm của quá trình này là các ion tích điện, dẫn đến hiệu ứng điện trường.

### Electron kích thích
Sự khác biệt về điện thế trên vật liệu bán dẫn sẽ khiến nó rời khỏi trạng thái cân bằng nhiệt và tạo ra tình trạng không cân bằng. Điều này giới thiệu các electron và lỗ trống cho hệ thống, tương tác thông qua một quá trình gọi là khuếch tán xung quanh. Bất cứ khi nào cân bằng nhiệt bị xáo trộn trong vật liệu bán dẫn, số lượng lỗ trống và điện tử sẽ thay đổi. Sự gián đoạn như vậy có thể xảy ra do sự chênh lệch nhiệt độ hoặc photon, có thể xâm nhập vào hệ thống và tạo ra các electron và lỗ trống. Quá trình tạo ra và tự hủy electron và lỗ trống được gọi là thế hệ và tái tổ hợp.

### Phát xạ nhẹ
Trong một số chất bán dẫn nhất định, các electron bị kích thích có thể thư giãn bằng cách phát ra ánh sáng thay vì tạo ra nhiệt. Những chất bán dẫn này được sử dụng trong việc chế tạo các diode phát sáng và các chấm lượng tử huỳnh quang.

### Độ dẫn nhiệt cao
Chất bán dẫn có tính dẫn nhiệt cao có thể được sử dụng để tản nhiệt và cải thiện quản lý nhiệt của thiết bị điện tử.

### Chuyển đổi năng lượng nhiệt
Chất bán dẫn có các yếu tố năng lượng nhiệt điện lớn làm cho chúng hữu ích trong các máy phát nhiệt điện, cũng như các số liệu nhiệt điện cao làm cho chúng hữu ích trong các bộ làm mát nhiệt điện.

### Hiệu ứng trường (bán dẫn)
Khi kết hợp hai lớp p-n với nhau điều này dẫn đến việc trao đổi điện tích tại lớp tiếp xúc p-n. Các điện tử từ n sẽ chuyển sang lớp p và ngược lại các lỗ trống lớp p chuyển sang lớp n do quá trình trung hòa về điện. Một sản phẩm của quá trình này là làm ion tích điện, tạo ra một điện trường.

## Vùng năng lượng trong chất bán dẫn
Tính chất dẫn điện của các vật liệu rắn được giải thích nhờ lý thuyết vùng năng lượng. Như ta biết, điện tử tồn tại trong nguyên tử trên những mức năng lượng gián đoạn (các trạng thái dừng). Nhưng trong chất rắn, khi mà các nguyên tử kết hợp lại với nhau thành các khối, thì các mức năng lượng này bị phủ lên nhau, và trở thành các vùng năng lượng và sẽ có ba vùng chính, đó là:

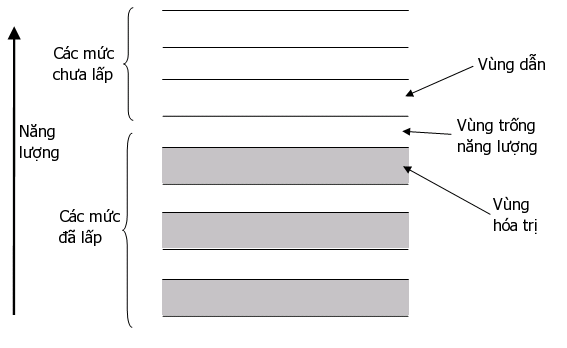
Cấu trúc năng lượng của điện tử trong mạng nguyên tử của chất bán dẫn. Vùng hóa trị được lấp đầy, trong khi vùng dẫn trống. Mức năng lượng Fermi nằm ở vùng trống năng lượng.

- Vùng hóa trị (Valence band): Là vùng có năng lượng thấp nhất theo thang năng lượng, là vùng mà điện tử bị liên kết mạnh với nguyên tử và không linh động.
- Vùng dẫn (Conduction band): Vùng có mức năng lượng cao nhất, là vùng mà điện tử sẽ linh động (như các điện tử tự do) và điện tử ở vùng này sẽ là điện tử dẫn, có nghĩa là chất sẽ có khả năng dẫn điện khi có điện tử tồn tại trên vùng dẫn. Tính dẫn điện tăng khi mật độ điện tử trên vùng dẫn tăng.
- Vùng cấm (Forbidden band): Là vùng nằm giữa vùng hóa trị và vùng dẫn, không có mức năng lượng nào do đó điện tử không thể tồn tại trên vùng cấm. Nếu bán dẫn pha tạp, có thể xuất hiện các mức năng lượng trong vùng cấm (mức pha tạp). Khoảng cách giữa đáy vùng dẫn và đỉnh vùng hóa trị gọi là độ rộng vùng cấm, hay năng lượng vùng cấm (Band Gap). Tùy theo độ rộng vùng cấm lớn hay nhỏ mà chất có thể là dẫn điện hoặc không dẫn điện.

Như vậy, tính dẫn điện của các chất rắn và tính chất của chất bán dẫn có thể lý giải một cách đơn giản nhờ lý thuyết vùng năng lượng như sau: 
- Kim loại có vùng dẫn và vùng hóa trị phủ lên nhau (không có vùng cấm) do đó luôn luôn có điện tử trên vùng dẫn vì thế mà kim loại luôn luôn dẫn điện.
- Các chất bán dẫn có vùng cấm có một độ rộng xác định. Ở độ không tuyệt đối (0K), mức Fermi nằm giữa vùng cấm, có nghĩa là tất cả các điện tử tồn tại ở vùng hóa trị, do đó chất bán dẫn không dẫn điện. Khi tăng dần nhiệt độ, các điện tử sẽ nhận được năng lượng nhiệt ({\displaystyle k_{B}.T} với {\displaystyle k_{B}} là hằng số Boltzmann) nhưng năng lượng này chưa đủ để điện tử vượt qua vùng cấm nên điện tử vẫn ở vùng hóa trị. Khi tăng nhiệt độ đến mức đủ cao, sẽ có một số điện tử nhận được năng lượng lớn hơn năng lượng vùng cấm và nó sẽ nhảy lên vùng dẫn và chất rắn trở thành dẫn điện. Khi nhiệt độ càng tăng lên, mật độ điện tử trên vùng dẫn sẽ càng tăng lên, do đó, tính dẫn điện của chất bán dẫn tăng dần theo nhiệt độ (hay điện trở suất giảm dần theo nhiệt độ). Một cách gần đúng, có thể viết sự phụ thuộc của điện trở chất bán dẫn vào nhiệt độ như sau:

{\displaystyle R=R_{0}\exp \left({\frac {\Delta E_{g}}{2k_{B}T}}\right)}
với: {\displaystyle R_{0}} là hằng số, {\displaystyle \Delta E_{g}} là độ rộng vùng cấm. Ngoài ra, tính dẫn của chất bán dẫn có thể thay đổi nhờ các kích thích năng lượng khác, ví dụ như ánh sáng. Khi chiếu sáng, các điện tử sẽ hấp thu năng lượng từ photon, và có thể nhảy lên vùng dẫn nếu năng lượng đủ lớn. Đây chính là nguyên nhân dẫn đến sự thay đổi về tính chất của chất bán dẫn dưới tác dụng của ánh sáng (quang-bán dẫn).

## Bán dẫn pha tạp
Chất bán dẫn loại p (bán dẫn dương) có tạp chất là các nguyên tố thuộc nhóm III, dẫn điện chủ yếu bằng các lỗ trống (viết tắt cho chữ tiếng Anh positive, nghĩa là dương). Khi đó, lỗ trống là hạt tải điện cơ bản (hay đa số), electron là hạt tải điện không cơ bản hay thiểu số).
Chất bán dẫn loại n (bán dẫn âm - negative) có tạp chất là các nguyên tố thuộc nhóm V, các nguyên tử này dùng 4 electron tạo liên kết và một electron lớp ngoài liên kết lỏng lẻo với nhân, đấy chính là các electron dẫn chính. Khi đó, electron là hạt tải điện cơ bản (hay đa số), lỗ trống là hạt tải điện không cơ bản (hay thiểu số).
Chất bán dẫn không suy biến là chất có nồng độ hạt dẫn không cao, chất bán dẫn có nồng độ tạp chất lớn hơn 1020 nguyên tử/cm³ được gọi là bán dẫn suy biến và có tính chất giống như kim loại vì vậy nó dẫn điện tốt, năng lượng của hạt dẫn tự do trong chất bán dẫn suy biến không phụ thuộc vào nhiệt độ.
Có thể giải thích một cách đơn giản về bán dẫn pha tạp nhờ vào lý thuyết vùng năng lượng như sau: Khi pha tạp, sẽ xuất hiện các mức pha tạp nằm trong vùng cấm, chính các mức này khiến cho electron dễ dàng chuyển lên vùng dẫn hoặc lỗ trống dễ dàng di chuyển xuống vùng hóa trị để tạo nên tính dẫn của vật liệu. Vì thế, chỉ cần pha tạp với hàm lượng rất nhỏ cũng làm thay đổi lớn tính chất dẫn điện của chất bán dẫn.

## Công cụ bán dẫn điện
- Diode
- Transistor
- MOSFET